# Ludmiła Waszkiewicz
Ludmiła Waszkiewicz (ur. 12 marca 1941 w Żurowie, zm. 3 marca 2021 we Wrocławiu) – polska ekonomistka, profesorka nauk ekonomicznych, nauczycielka akademicka. Wieloletnia pracownica Instytutu Kształcenia Ustawicznego Nauczycieli i Studiów Edukacyjnych na Wydziale Nauk Pedagogicznych Dolnośląskiej Szkoły Wyższej we Wrocławiu i kierowniczka Katedry i Zakładu Medycyny Społecznej na Wydziale Lekarskim Kształcenia Podyplomowego Akademii Medycznej we Wrocławiu. W latach 1987–1990 prodziekan Wydziału Pielęgniarskiego Akademii Medycznej we Wrocławiu.
Zmarła 3 marca 2021 roku i została pochowana na cmentarzu św. Wawrzyńca przy ul. Bujwida we Wrocławiu.

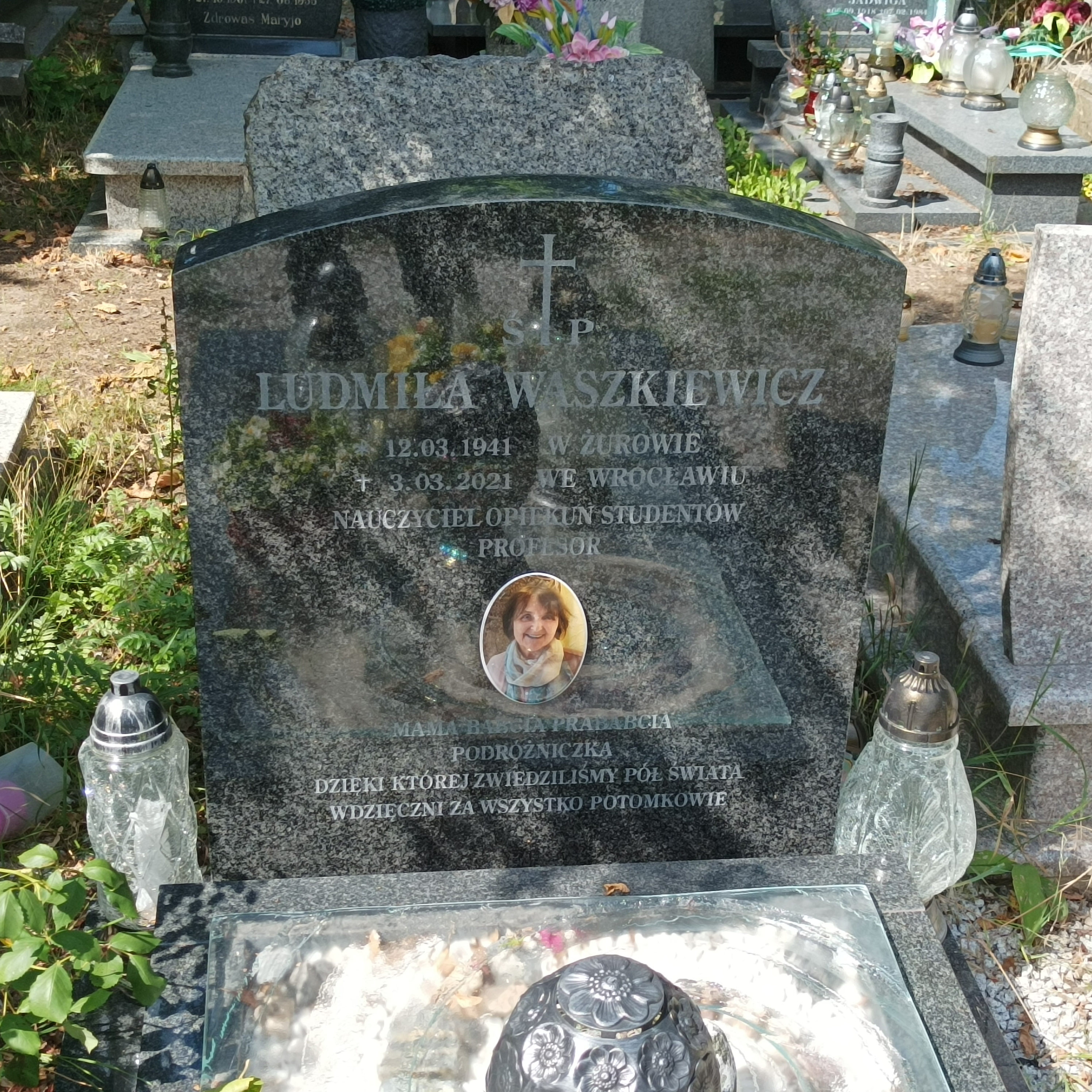
Grób prof. Ludmiły Waszkiewicz na cmentarzu św. Wawrzyńca we Wrocławiu